# TCR Middle East Series 2018
La stagione 2018 delle TCR Middle East Series è la seconda edizione del campionato facente parte delle TCR Series. È iniziata il 13 gennaio ad Abu Dhabi ed è terminata il 24 febbraio in Bahrain. Luca Engstler, su Volkswagen Golf GTI TCR si è aggiudicato il titolo piloti, mentre la sua scuderia, il Liqui Moly Team Engstler, si è aggiudicata il titolo scuderie. L'ultima gara della stagione, che si sarebbe dovuta disputare in Bahrain, è stata annullata a causa delle forti piogge.

## Piloti e scuderie
| Scuderia                 | Vettura                 | #  | Pilota            | Gare |
| ------------------------ | ----------------------- | -- | ----------------- | ---- |
| Liqui Moly Team Engstler | Volkswagen Golf GTI TCR | 8  | Luca Engstler     | 1-3  |
| Liqui Moly Team Engstler | Volkswagen Golf GTI TCR | 39 | Florian Thoma     | 1-3  |
| Mouhritsa Racing Team    | SEAT León TCR           | 9  | Costas Papantonis | 1-2  |
| Pit Lane Competizioni    | Audi RS3 LMS TCR        | 10 | Giacomo Altoè     | 1-3  |
| Pit Lane Competizioni    | Audi RS3 LMS TCR        | 21 | Jordi Oriola      | 3    |
| Pit Lane Competizioni    | Audi RS3 LMS TCR        | 23 | Giovanni Altoè    | 1-2  |
| Pit Lane Competizioni    | Audi RS3 LMS TCR        | 24 | Danny Kroes       | 2    |
| Pit Lane Competizioni    | Audi RS3 LMS TCR        | 32 | Alberto Vescovi   | 1    |
| Pit Lane Competizioni    | Volkswagen Golf GTI TCR | 21 | Jordi Oriola      | 1-2  |
| Pit Lane Competizioni    | Volkswagen Golf GTI TCR | 44 | Lorenzo Veglia    | 1-3  |
| Pit Lane Competizioni    | Volkswagen Golf GTI TCR | 45 | Raed Himmo        | 3    |
| Pit Lane Competizioni    | Volkswagen Golf GTI TCR | 46 | Nasser Al-Alawi   | 3    |
| Pit Lane Competizioni    | Volkswagen Golf GTI TCR | 70 | Maťo Homola       | 1-2  |
| H&R Spezialfedern        | Volkswagen Golf GTI TCR | 13 | Kai Jordan        | 1-3  |
| Brutal Fish Racing Team  | Volkswagen Golf GTI TCR | 17 | Martin Ryba       | 1-3  |

## Calendario
| Gara | Gara | Circuito                      | Data        |
| ---- | ---- | ----------------------------- | ----------- |
| 1    | G1   | Circuito di Yas Marina        | 19 gennaio  |
| 1    | G2   | Circuito di Yas Marina        | 19 gennaio  |
| 2    | G3   | Dubai Autodrome               | 26 gennaio  |
| 2    | G4   | Dubai Autodrome               | 26 gennaio  |
| 3    | G5   | Bahrain International Circuit | 24 febbraio |
| 3    | G6   | Bahrain International Circuit | 24 febbraio |

## Risultati e classifiche

### Gare
| Rnd. | Rnd. | Circuito  | Pole position   | Giro veloce     | Pilota vincitore | Scuderia vincitrice      |
| ---- | ---- | --------- | --------------- | --------------- | ---------------- | ------------------------ |
| 1    | 1    | Abu Dhabi | Giacomo Altoè   | Maťo Homola     | Giacomo Altoè    | Pit Lane Competizioni    |
| 1    | 2    | Abu Dhabi |                 | Luca Engstler   | Luca Engstler    | Liqui Moly Team Engstler |
| 2    | 3    | Dubai     | Luca Engstler   | Luca Engstler   | Luca Engstler    | Liqui Moly Team Engstler |
| 2    | 4    | Dubai     |                 | Florian Thoma   | Florian Thoma    | Liqui Moly Team Engstler |
| 3    | 5    | Bahrain   | Luca Engstler   | Luca Engstler   | Luca Engstler    | Liqui Moly Team Engstler |
| 3    | 6    | Bahrain   | Gara cancellata | Gara cancellata | Gara cancellata  | Gara cancellata          |

### Classifiche

#### Classifica piloti
| Pos. | Pilota            | YMA | YMA | DUB | DUB | BHR | BHR | Punti |
| ---- | ----------------- | --- | --- | --- | --- | --- | --- | ----- |
| 1    | Luca Engstler     | 3   | 1   | 1   | 3   | 1   | C   | 119   |
| 2    | Giacomo Altoè     | 1   | 3   | 2   | 6   | 3   | C   | 92    |
| 3    | Florian Thoma     | 4   | 11† | 5   | 1   | 2   | C   | 70    |
| 4    | Maťo Homola       | 2   | 4   | 4   | 2   |     |     | 64    |
| 5    | Kai Jordan        | 6   | 2   | 6   | 5   | 6   | C   | 60    |
| 6    | Lorenzo Veglia    | 5   | 8   | 3   | 10  | 5   | C   | 41    |
| 7    | Jordi Oriola      | 7   | 5   | 8   | 7   | 4   | C   | 26    |
| 8    | Giovanni Altoè    | 8   | 6   | 7   | 4   | NP  | C   | 30    |
| 9    | Martin Ryba       | 11† | 9   | 10  | 9   | 8   | C   | 9     |
| 10   | Alberto Vescovi   | 10  | 7   |     |     |     |     | 7     |
| 11   | Nasser Al-Alawi   |     |     |     |     | 7   | C   | 6     |
| 12   | Danny Kroes       |     |     | Rit | 8   |     |     | 6     |
| 13   | Costas Papantonis | 9   | 10† | 9   | Rit |     |     | 5     |
| —    | Raed Himmo        |     |     |     |     | Rit | C   | 0     |
| Pos. | Pilota            | YMA | YMA | DUB | DUB | BHR | BHR | Punti |

| Colore  | Risultato             |
| ------- | --------------------- |
| Oro     | Vincitore             |
| Argento | 2º posto              |
| Bronzo  | 3º posto              |
| Verde   | Finito a punti        |
| Blu     | Finito senza punti    |
| Viola   | Ritirato (Rit)        |
| Viola   | Non classificato (NC) |
| Rosso   | Non qualificato (NQ)  |
| Nero    | Squalificato (SQ)     |
| Bianco  | Non partito (NP)      |
| Bianco  | Non ha gareggiato     |
| Bianco  | Infortunato (INF)     |
| Bianco  | Escluso (ES)          |
| Bianco  | Gara cancellata (C)   |

#### Classifica scuderie
| Pos. | Scuderia                 | YMA | YMA | DUB | DUB | BHR | BHR | Punti |
| ---- | ------------------------ | --- | --- | --- | --- | --- | --- | ----- |
| 1    | Liqui Moly Team Engstler | 3   | 1   | 1   | 1   | 1   | C   | 191   |
| 1    | Liqui Moly Team Engstler | 4   | 11† | 5   | 3   | 2   | C   | 191   |
| 2    | Pit Lane Competizioni 1  | 1   | 3   | 2   | 4   | 3   | C   | 138   |
| 2    | Pit Lane Competizioni 1  | 8   | 6   | 7   | 6   | 4   | C   | 138   |
| 3    | Pit Lane Competizioni 2  | 2   | 4   | 3   | 2   | 5   | C   | 122   |
| 3    | Pit Lane Competizioni 2  | 5   | 5   | 4   | 7   | 7   | C   | 122   |
| 4    | H&R Spezialfedern        | 6   | 2   | 6   | 5   | 6   | C   | 60    |
| 6    | Brutal Fish Racing Team  | 11† | 9   | 10  | 9   | 8   | C   | 16    |
| 5    | Mouhritsa Racing Team    | 9   | 10† | 9   | Rit |     |     | 12    |
| Pos. | Scuderia                 | YMA | YMA | DUB | DUB | BHR | BHR | Punti |

| Colore  | Risultato             |
| ------- | --------------------- |
| Oro     | Vincitore             |
| Argento | 2º posto              |
| Bronzo  | 3º posto              |
| Verde   | Finito a punti        |
| Blu     | Finito senza punti    |
| Viola   | Ritirato (Rit)        |
| Viola   | Non classificato (NC) |
| Rosso   | Non qualificato (NQ)  |
| Nero    | Squalificato (SQ)     |
| Bianco  | Non partito (NP)      |
| Bianco  | Non ha gareggiato     |
| Bianco  | Infortunato (INF)     |
| Bianco  | Escluso (ES)          |
| Bianco  | Gara cancellata (C)   |